# Джон Кіцміллер
Джон Кіцмі́ллер (англ. John Kitzmiller, 4 грудня 1913, Баттл Крік — 23 лютого 1965, Рим) — американський і італійський кіноактор, володар призу за найкращу чоловічу роль на 10-му Каннському кінофестивалі.
Ще за життя Кіцміллер називали найзначнішим афроамериканським актором з тих, хто працював в області італійського неореалізму. Проживши коротке життя, актор зіграв більш ніж в 45 повнометражних фільмах, багато з яких були зняті найвпливовішими європейськими режисерами того часу. Попри американське громадянство, славу актор отримав тільки в Італії. У 1951 році журнал «Ebony» писав: «Джон Кіцміллер досі невідомий в Америці. … Його обличчя настільки ж знайоме італійським кіноманам, як американським — Грегорі Пека».
Кіцміллер виконав роль Куорелла в першій частині «бондіани» «Доктор Ноу», через три роки після прем'єри якого актора знайшли мертвим у номері одного з готелів Риму. Причиною такої ранньої смерті став цироз печінки, на який він хворів довгий час.

## Біографія
Джон Кіцміллер народився 4 грудня 1913 року (за іншими даними — 1915) в місті Баттл Крік, Штат Мічиган. Навчався на інженера, а з початком Другої світової війни вступив до лав армії США і брав участь в Італійській кампанії. Наприкінці військових дій Кіцміллер був удостоєний Медалі Перемоги за свою мужність, проявлену під час боїв. Приблизно в той же час, на американській базі в комуні Томболо, поблизу міста Ліворно, з Кіцміллер познайомився кінорежисер Луїджі Дзампа і продюсер Карло Понті, які якраз тоді знімали в тих місцях фільм «Жити в мирі». Саме вони й запропонували йому роль Джо у своїй картині, на що Кіцміллер без роздумів погодився.
Перший фільм за участю актора був сприйнятий критиками інтелектуальним і естетичним відродженням італійського кінематографа після фашистського мороку. Стрічка чітко встановила розмиті межі тодішнього неореалізму. Кіцміллер виконав роль Джо — афроамериканського солдата, який, спільно з усією командою, вдирається до німецького табору і проживає під виглядом німецького солдата. Акторська гра Кіцміллер позитивно оцінювалася кінокритиками, а антрополог Мішель-Рольф Труйо назвав її «формулою тиші».
Після прем'єри «Жити в мирі» Кіцміллер знявся ще в декількох картинах, після чого, в 1950 році, режисер Федеріко Фелліні запросив його в свою дебютну стрічку «Вогні вар'єте», де актор перевтілився в трубача Джонні. Близько 10 років Кіцміллер продовжує зніматися в Італії і тільки наприкінці 1950-х років він переїжджає до Югославії, на знімання військової драми «Долина миру» режисера Франца Штігліца. Роль актора — сержант Джим, який рятує хлопчика і дівчинку від фашистів. Цей епізод в житті Кіцміллер став найбільш успішним — на 10-му Каннському кінофестивалі актор здобув приз за найкращу чоловічу роль, а сам фільм висувався на «Золоту пальмову гілку».
Успіх картини в Каннах дав і інші плоди — Кіцміллер нарешті стали знімати в США. Він знімався у Вінсента Шермана в «Голої землі», а однією з останніх ролей актора стала роль Куорелла в першій частині «бондіани» «Доктор Ноу», яка і прославила його на весь світ. В останній раз Кіцміллер з'явився на екрані в 1965 році, в німецькій драмі «Хатина дядька Тома» за однойменним романом Гаррієт Бічер-Стоу. Через місяць після прем'єри фільму актор помер в номері одного з готелів Риму від цирозу печінки. Він ніколи не був одружений і не мав дітей.

## Фільмографія
| Рік  |   | Українська назва                  | Оригінальна назва                 | Роль          |
| ---- | - | --------------------------------- | --------------------------------- | ------------- |
| 1947 | ф | Жити в мирі                       | To Live in Peace                  | Джо           |
| 1948 | ф | Senza pietà                       | Senza pietà                       |               |
| 1950 | ф | Вогні вар'єте                     | Variety Lights                    | трубач Джонні |
| 1952 | ф | Wolves Hunt at Night              | Wolves Hunt at Night              |               |
| 1952 | ф | Massacre in Lace                  | Massacre in Lace                  |               |
| 1952 | ф | Delitto al luna park              | Delitto al luna park              |               |
| 1952 | ф | La Peccatrice dell'isola          | La Peccatrice dell'isola          |               |
| 1952 | ф | Ultimo perdono                    | Ultimo perdono                    |               |
| 1952 | ф | At Sword's Edge                   | At Sword's Edge                   |               |
| 1953 | ф | Frine, Courtesan of Orient        | Frine, Courtesan of Orient        |               |
| 1956 | ф | Долина миру                       | Valley of Peace                   |               |
| 1958 | ф | Гола земля                        | The Naked Earth                   |               |
| 1958 | ф | Slave Women of Corinth            | Slave Women of Corinth            |               |
| 1960 | ф | Pirates of the Coast              | Pirates of the Coast              |               |
| 1961 | ф | Totòtruffa 62                     | Totòtruffa 62                     |               |
| 1962 | ф | Доктор Но                         | Dr. No                            | Кворрел       |
| 1962 | ф | Tiger of the Seven Seas           | Tiger of the Seven Seas           |               |
| 1962 | ф | Venus Against the Son of Hercules | Venus Against the Son of Hercules |               |
| 1962 | ф | The Son of Captain Blood          | The Son of Captain Blood          |               |
| 1964 | ф | Cave of the Living Dead           | Cave of the Living Dead           |               |
| 1965 | ф | Хатина дядька Тома                | Uncle Tom's Cabin                 |               |